# Sesiura flava
Sesiura flava là một loài bướm đêm thuộc phân họ Arctiinae, họ Erebidae.